# Sarcophaga gladysae
Sarcophaga gladysae är en tvåvingeart som först beskrevs av Carroll William Dodge 1965.  Sarcophaga gladysae ingår i släktet Sarcophaga och familjen köttflugor.
Artens utbredningsområde är Bahamas. Inga underarter finns listade i Catalogue of Life.